# 2-溴戊烷
2-溴戊烷是化学式 C5H11Br的溴代烷烃，具有手性。

## 制备
2-溴戊烷可以由2-戊醇和氢溴酸反应而成。

## 性质
2-溴戊烷是无色至黄色的液体，几乎不溶于水。它和空气的混合物极度易燃，闪点 20 °C。